# فرودگاه ایالت کیپ بلانکو
فرودگاه ایالت کیپ بلانکو (به انگلیسی: Cape Blanco State Airport) یک فرودگاه همگانی است که یک باند فرود آسفالت دارد و طول باند آن ۱۵۵۴ متر است. این فرودگاه در کشور ایالات متحده آمریکا قرار دارد و در ارتفاع ۶۵٫۲ متری از سطح دریا واقع شده‌است.